# Anne Geddes
Anne Geddes (Home Hill (Queensland), 13 september 1956) is een Australische fotograaf.

## Levensloop
Al van kleins af aan had Geddes een fascinatie voor foto's en ze leerde zichzelf de kunst van het fotograferen. Ze woont samen met haar man, Kell Geddes en hun twee dochters in Nieuw-Zeeland. Samen richtten zij de "Geddes Group Holding Ltd" op, waarbinnen de functie van Kell bestaat uit het verzorgen van het management en de promotie van Annes werk. 
Geddes werd vooral bekend door haar foto's van baby's. Haar foto's werden eerst gepubliceerd in Australië en Nieuw-Zeeland waar ze al gauw symbool stonden voor nieuw leven. Ze werden eerst uitgegeven onder de vorm van wenskaarten maar dankzij het succes volgden er al snel enkele kalenders, fotoalbums en andere gadgets.
Geddes’ werk wordt in 77 landen uitgegeven, waaronder ook België en Nederland. Haar boek, waarvan er volgens de laatste cijfers wereldwijd al vijftien miljoen zijn verkocht, werd in twintig talen vertaald.
Naast haar werkzaamheden als fotograaf is Geddes ook actief als zakenvrouw en modeontwerper van babykleding. Haar collectie werd voor het eerst aan het grote publiek voorgesteld in november 2001.